# Gerard Cieślik
Gerard Cieślik (Chorzów, 27 april 1927 – aldaar, 3 november 2013)  was een Pools voetballer.
Cieślik was een kleine aanvaller (1,63 m) en speelde tussen 1947 en 1958  45 interlands voor Polen en scoorde 27 keer.
Gienek speelde zijn hele loopbaan van 1939 tot aan 1959 bij Ruch Chorzów. Hij kwam 237 keer uit van die club en scoorde 167 goals, pakte drie landstitels (1951,1952 en 1953) en won 1 keer de Poolse beker (1971). Hij bleef altijd werkzaam als scout voor de club en was altijd inzetbaar als interim-coach.
Gienek is in november 2013 overleden op 86-jarige leeftijd.